# Pec pod Sněžkou
Pec pod Sněžkou (in tedesco Petzer) è una città della Repubblica Ceca facente parte del distretto di Trutnov, nella regione di Hradec Králové.